# FF Andromedae

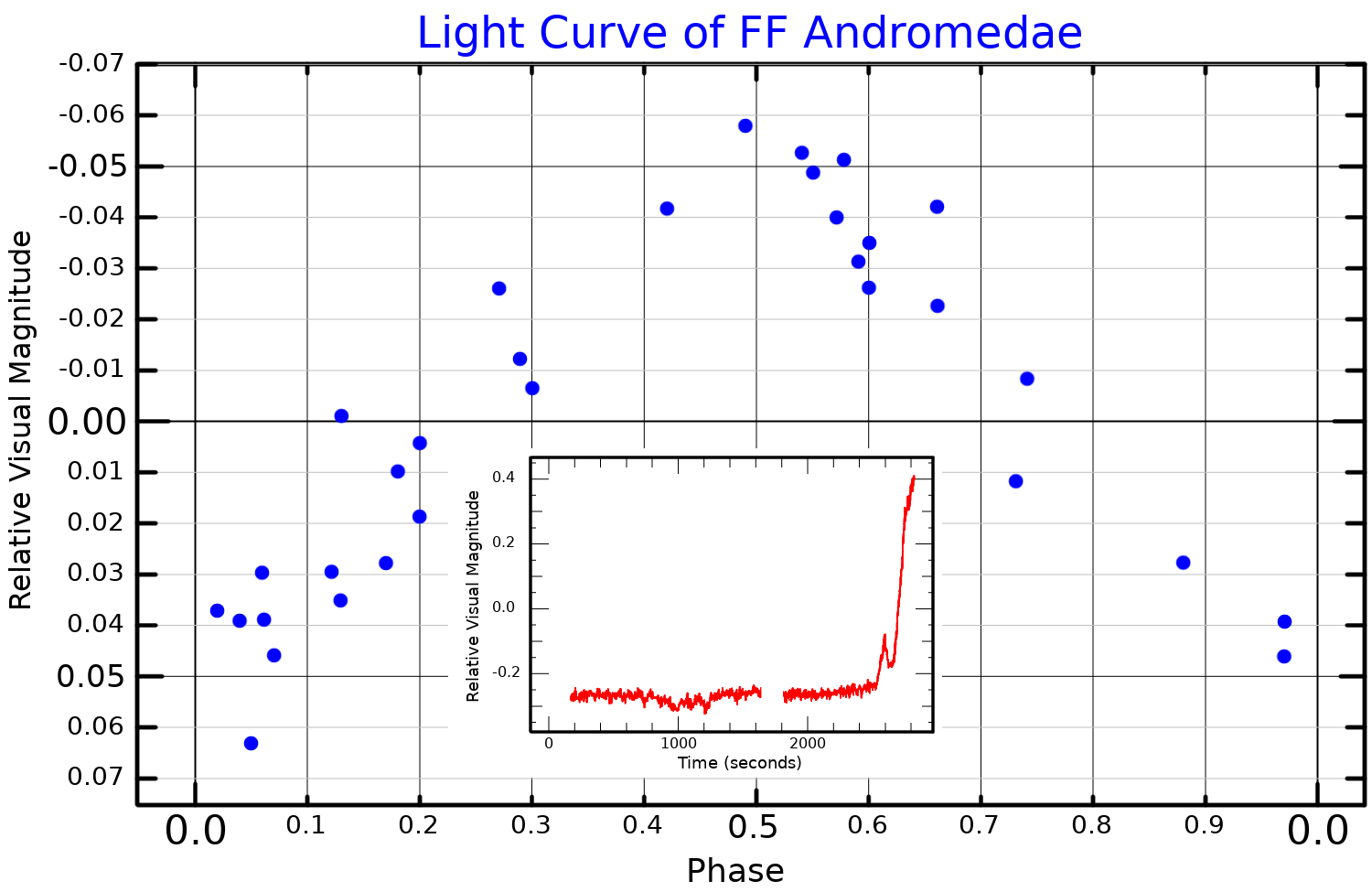
Curva de luz de FF Andromedae

FF Andromedae (FF And) es un sistema estelar en la constelación de Andrómeda.
De magnitud aparente media +10,38, se localiza visualmente a poco más de 2° al noreste de π Andromedae. Se encuentra a 76 años luz del sistema solar.

## Características
FF Andromedae es, en primera instancia, una estrella binaria cuyas componentes son dos enanas rojas de tipo espectral M1Ve. Prácticamente iguales, la temperatura efectiva de ambas está comprendida entre 3600 y 3890 K. Cada una de ellas porta una masa entre 0,41 y 0,55 masas solares. Su radio puede estar en torno al 65 % del radio solar y giran sobre sí mismas con una elevada velocidad de rotación de al menos 14 km/s. El período orbital de esta binaria es de 2,1703 días, siendo el semieje mayor de la órbita de 0,03 UA. El plano orbital está inclinado 60° y no es una binaria eclipsante.
El proyecto 2MASS ha permitido detectar una estrella de muy baja masa —alrededor de 0,09 masas solares— que se mueve alrededor de la binaria. Emplea 4358 días en completar una órbita.

## Variabilidad
FF Andromedae es una variable BY Draconis cuya amplitud de variación es de cerca de 0,9 magnitudes. Estas estrellas poseen cromosferas activas y emiten energía en forma de rayos X; en dicha región del espectro, la luminosidad de FF Andromedae es de 0,035×1024 W.
Se piensa, además, que las componentes de la binaria son estrellas fulgurantes.